# Wagnergroep
De Wagnergroep (Russisch: Группа Вагнера), is een Russische paramilitaire organisatie onder bevel van oud-kolonel Andrej Trosjev. Het uit huurlingen bestaande militaire bedrijf wordt beschreven als een de facto privéleger van de Russische president Vladimir Poetin.

## Ontstaan en leiderschap
De groep opereert buiten de wet in Rusland, waar particuliere militaire bedrijven officieel verboden zijn. Er zijn aanwijzingen dat Wagner opereerde in opdracht van het Russische ministerie van Defensie, waardoor Rusland een plausibele ontkenning had voor militaire operaties in het buitenland. Wagner gebruikte de infrastructuur van de Russische strijdkrachten en werd tot 2023 in het geheim door Rusland gefinancierd. Hoewel de groep niet ideologisch gedreven is, worden elementen van Wagner in verband gebracht met neonazisme en extreemrechts extremisme.
Naar verluidt zou de rechtsextremistische GROe officier Dmitri Oetkin, een veteraan van de eerste en tweede Tsjetsjeense oorlog, de groep hebben opgericht. Van 2008 tot 2013 was Oetkin luitenant-kolonel en brigadecommandant van een speciale eenheid van de Russische militaire inlichtingendienst (GROe). Nadat hij het leger had verlaten, werkte hij voor de Moran Security Group, een privébedrijf opgericht door Russische veteranen, dat wereldwijd betrokken was bij veiligheids- en trainingsmissies en gespecialiseerd was in beveiliging tegen piraterij.
In 2013 waren managers van de Moran Security Group betrokken bij het opzetten van het in Hong Kong gevestigde Slavonic Corps, dat huurlingen contracteerde om in Syrië "olievelden en pijpleidingen te beschermen" tijdens de Syrische burgeroorlog.
De Wagnergroep verscheen voor het eerst op het toneel in 2014, waar ze als huurlingenleger deelnam aan de annexatie van de Krim in Oekraïne. De groep was in 2014 ook actief tijdens de oorlog in Oost-Oekraïne en vocht mee aan de zijde van de door Rusland gesteunde separatisten. Later breidde Wagner haar activiteiten uit naar Syrië, waar eenheden dictator Bashar al-Assad steunden. Verder was de Wagnergroep betrokken bij gevechten tijdens de Tweede Libische Burgeroorlog in Libië, in de Centraal-Afrikaanse Republiek (beveiliging van goud- en diamantwinning), Mali, de Russische invasie van Oekraïne in 2022 en waarschijnlijk ook bij de Soedanese interne machtsstrijd in 2023. De Wagnerhuurlingen staan in Afrika, net als in Oekraïne, bekend om hun wreedheden. Volgens de Duitse hoogleraar Andreas Heinemann-Grüder, gespecialiseerd in Russische strijdgroepen, werden in Mali hele dorpen uitgemoord als daar jihadistische activiteiten werden vermoed.
Volgens journalist Bram Vermeulen kon de Russische overheid zich, op het moment dat er mensenrechten werden geschonden, verschuilen achter het feit dat Wagner een privéleger is en ontkende zij zo enige betrokkenheid.
Tijdens de Russische invasie van Oekraïne in 2022 en 2023 had de Wagnergroep een prominente rol bij de Slag om Bachmoet, waarbij ook Russische gevangenen als Wagnerstrijders werden ingezet. Hun straffen werden kwijtgescholden voor zes maanden vechten aan het front in Oekraïne.

### Naam

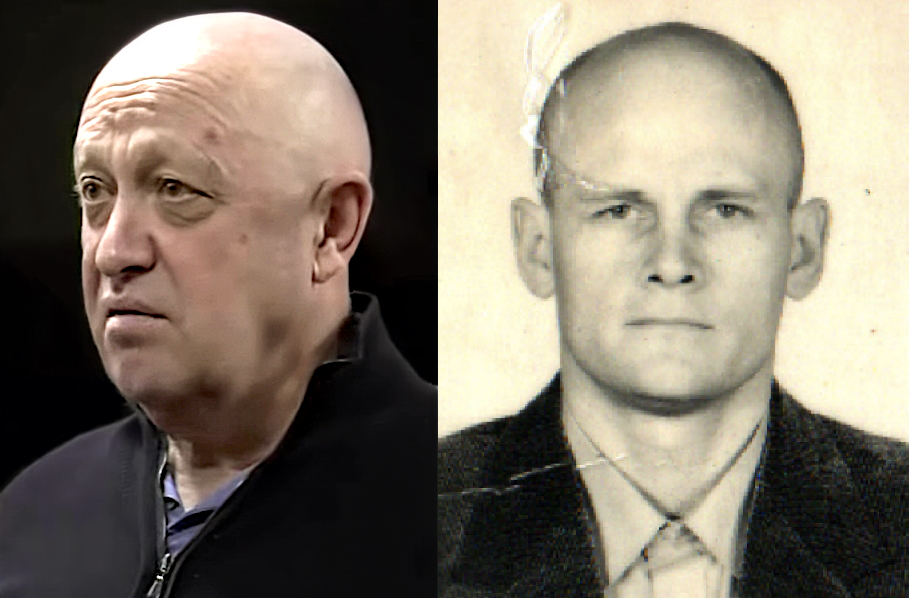
Jevgeni Prigozjin en Dimitri Oetkin

De oorsprong van de naam "Wagnergroep" ook bekend als PMC Wagner (Private Military Company), ChVK Wagner, of CHVK Vagner (Russisch: ЧВК Вагнера, ChVK Vagnera, Частная Военная Компания Вагнера, Tsjastnaja Vojennaja Kompanija Vagnera), is niet duidelijk. Er wordt gezegd dat de naam afkomstig is van Oetkins persoonlijke gevechtsnaam "Wagner", naar verluidt naar Richard Wagner, de favoriete componist van Adolf Hitler, die Oetkin koos vanwege zijn passie voor nazi-Duitsland.

### Jevgeni Prigozjin
De Wagnergroep werd vanaf het begin van haar activiteiten in verband gebracht met de ondernemer en "persoonlijke kok" van Poetin, Jevgeni Prigozjin. Prigozjin bezat een netwerk van bedrijven, onder andere de in 2016 opgerichte oliefirma Evro Polis. De eerste inzet van de Wagnergroep in Syrië zou de verovering van oliebronnen in door de Islamitische Staat (IS) beheerste gebieden ten doel hebben gehad, waarbij Evro Polis een deel van de exploitatie beloofd werd. In december 2021 betitelde de Europese Raad hem als financier van de Wagnergroep in het kader van een veroordeling van mensenrechtenschendingen door de groep. Prigozjins beroep daartegen werd niet-ontvankelijk verklaard. In september 2022, acht jaar na de oprichting van de Wagnergroep, maakte Prigozjin zich publiekelijk bekend als de eigenaar van de organisatie. Hij zei trots te zijn dat zijn huurlingenorganisatie de belangen van zijn land in Oekraïne had weten te verdedigen. Waarom hij deze verklaring gaf, bleef onbekend. Vanwege de grove schendingen van mensenrechten was de organisatie gebaat bij anonimiteit. Prigozjin had in de afgelopen jaren zelfs mediabedrijven aangeklaagd die hem in verband brachten met de militie.

## Rol in de Russisch-Oekraïense Oorlog
Na de oorspronkelijke inzet op de Krim en in de oblast Loehansk werd de Wagnergroep tijdens de Russische invasie van Oekraïne in 2022 ingezet om in de oblast Donetsk te vechten tegen het Oekraïense leger.
Maandenlang maakte de groep deel uit van offensieve militaire acties naast of nabij de Russische troepen tijdens de slag om Bachmoet. Door de losse cohesie van de Wagnertroepen en het feit dat huurlingen over het algemeen niet vanwege een diepere intrinsieke motivatie, maar voor geld vechten, werd door analisten aan de gevechtskracht van de groep niet te veel waarde gehecht. De huurlingen, veelal in Russische gevangenissen geronselde gedetineerden, kregen 200.000 roebel en amnestie wanneer ze voor zes maanden bij de Wagnergroep tekenden. De kans op overlijden was zeer groot. Zonder voldoende training en uitrusting werden de rekruten naar de frontlinies gestuurd waar ze als kanonnenvoer sneuvelden. De Wagnergroep leed in 2022 en de eerste weken van 2023 zware verliezen. Het aantal Russische gevangenen zou in 2022 door de ronsel-activiteiten met zo'n 40.000 gevangenen zijn afgenomen.
Sinds de eerste week van februari 2023 werd het steeds moeilijker voor de Wagnergroep om nieuwe rekruten te vinden in de Russische gevangenissen. Inmiddels was het ook in de gevangenissen doorgedrongen dat de Wagnergroep enorme verliezen leed aan het front in Soledar en Bachmoet. Bij deze veldslagen zijn zeker 25.000 manschappen van de Wagnergroep omgekomen.
Op 22 februari 2023, de dag waarop president Poetin zijn jaarlijkse toespraak voor het Russische parlement hield, uitte Prigozjin openlijk zware kritiek op Poetin en de opperbevelhebber van het Russische leger, Valeri Gerasimov, wegens wapen- en munitietekorten bij de Wagnergroep. Volgens de Amerikaanse denktank Institute for the Study of War (ISW) leverde het Russische Ministerie van Defensie geen wapens meer aan de Wagnergroep met als reden het "professionaliseren van de Russische strijdkrachten in Oekraïne". De onderliggende reden zou, na wekenlange zware en openlijke kritiek van Prigozjin op Poetin en Gerasimov, het verzwakken van diens invloed op het Kremlin zijn.
Op 4 mei 2023 liet Prigozjin in een tirade via een videoboodschap aan Gerasimov en minister van Defensie, Sergej Sjojgoe, weten dat hij zijn Wagnergroep terug zou trekken uit Bachmoet als er niet snel munitie zou worden geleverd. Op 9 mei 2023 liet Prigozjin op sociale media weten dat hij van de toegezegde munitie slechts 10% had ontvangen. Volgens hem zouden in de afgelopen dagen verschillende Russische eenheden op de vlucht zijn geslagen.
Op 27 juni 2023 erkende Poetin voor het eerst dat de Russische staat de Wagnergroep volledig heeft gefinancierd. Van mei 2022 tot mei 2023 werd omgerekend circa 920 miljoen euro overgemaakt, zo schrijven de Russische staatspersbureaus. Daarnaast zei Poetin dat Prigozjin 850 miljoen euro heeft overgehouden aan contracten met de Russische staat. De ondernemingen van de Wagnerbaas werden volgens Poetin ondergebracht in een moedermaatschappij genaamd Concord Holding, waarvan hij de geldstromen zou laten onderzoeken.

## Muiterij

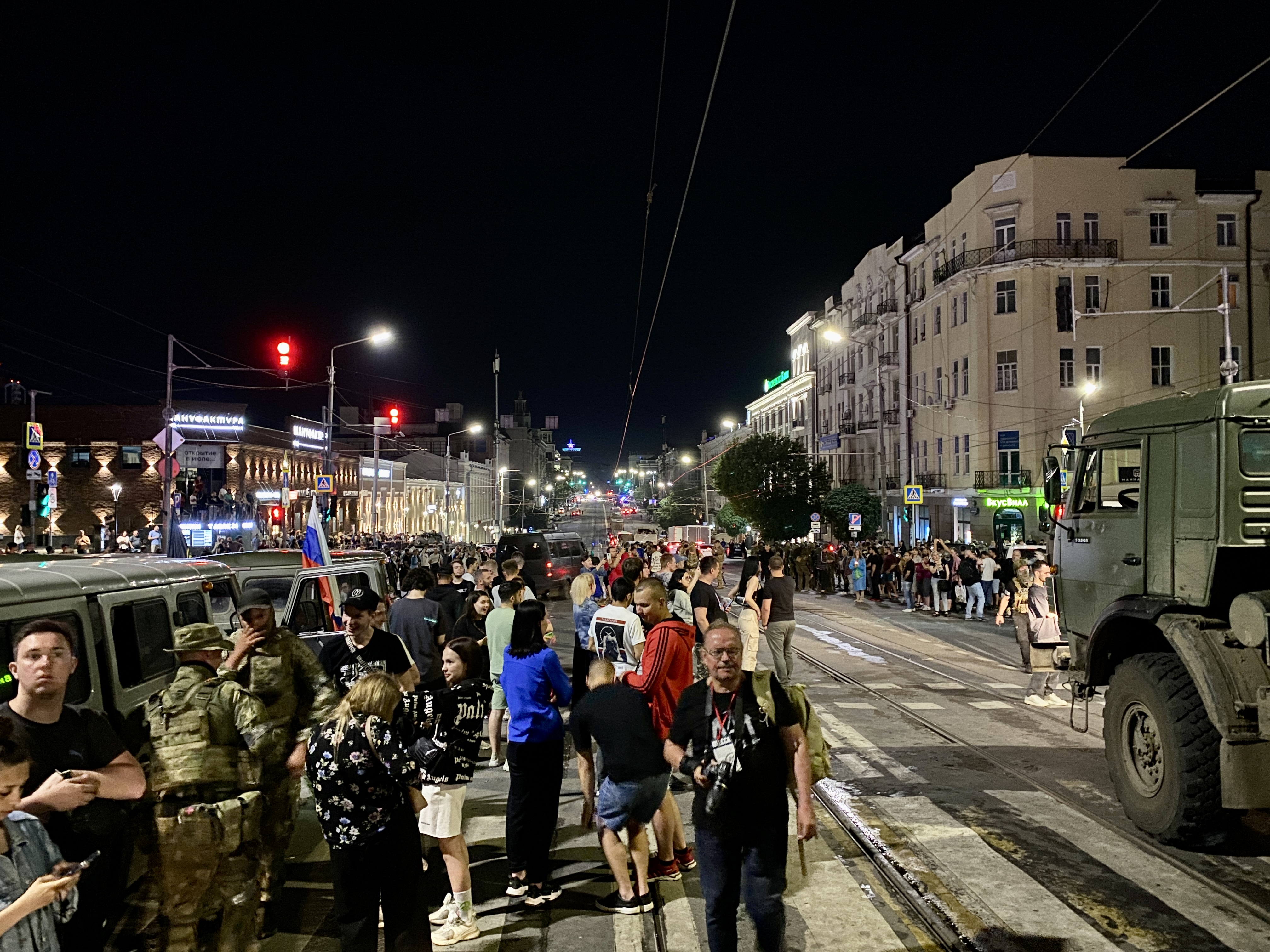
Muitende Wagnertroepen in Rostov aan de Don op 24 juni 2023

Op 24 juni 2023 bezetten Wagnertroepen het Russische militaire hoofdkwartier in de Zuid-Russische stad Rostov aan de Don. Volgens Prigozjin had het Russische leger een bom gegooid op zijn manschappen. Poetin reageerde in een televisietoespraak en sprak over "landverraad" en verklaarde hem de oorlog. Prigozjin liet zijn troepen verder optrekken tot zo'n 200 kilometer van Moskou. De president van Belarus, Aleksandr Loekasjenko, bemiddelde in het conflict, waarna de Wagnertroepen zich terugtrokken naar hun bases in Oekraïne. De Russische regering verklaarde dat de Wagnertroepen zonder vervolging konden uitwijken naar Belarus.

### Afrika
Op 26 juli 2023, twee dagen na de muiterij van de Wagnergroep in Rusland, kregen de coupplegers in Niger versterking aangeboden van Prigozjin. Hij bood aan om duizend huurlingen te sturen. Die zouden de coupplegers een handje kunnen helpen om ‘de kolonialisten eruit te trappen’, zo schreef Prigozjin op social media. Na de bedenkelijke rol in de Russische oorlog tegen Oekraïne, dreigde het huurlingenleger met nieuwe campagnes in Afrika, vaak ten koste van de invloed van voormalige koloniale machten zoals in het geval van Niger: Frankrijk. Rusland aasde op meer macht in de Sahel. Analisten vroegen zich af of de coupplegers wel zaten te wachten op een huurlingenleger dat goud en diamanten wilde zien en andere internationale samenwerking moeilijk maakte.

## Vliegtuigcrash Wagnerleiders
Op 23 augustus 2023 stortte nabij Moskou een vliegtuig neer waarbij de drie belangrijkste leiders van de Wagnergroep, Jevgeni Prigozjin, Dmitri Utkin en Valery Tsjekalov, omkwamen. De vliegtuigcrash vaagde het hoogste leiderschap van de Wagnergroep in een klap weg.
Sindsdien probeerde het Kremlin de Wagnergroep onder controle te krijgen en op te nemen in het Russische Ministerie van Defensie of de militaire inlichtingendienst GROe. Wagners militaire bekwaamheid, ervaren middenkader en banden met Afrikaanse regeringen zijn zeer waardevol voor Rusland. Inlichtingendiensten benadrukten dat de toekomst van de Wagnergroep, waarvan Rusland afhankelijk was als parallelle strijdmacht in Oekraïne, allerminst duidelijk was. De Wagner-huurlingen zouden de overheidsovername kunnen wantrouwen of zelfs helemaal niet accepteren, waardoor een massale uittocht zou volgen. Er waren ook andere complicaties, zoals: wat te doen met de inspanningen van de Wagnergroep om geld te verdienen in Afrika, zouden deze succesvol kunnen zijn als een door de Russische overheid gecontroleerde operatie? Op 25 augustus 2023 meldde The Wall Street Journal dat een generaal van de GROe klaarstond om de Afrikaanse operaties van de Wagnergroep over te nemen. Ook verschenen er berichten op sociale netwerken waarin mensen werden opgeroepen om zich bij een andere paramilitaire organisatie, Redut, aan te sluiten met de volgende boodschap: "Wagner is verleden tijd. Als je echt geïnteresseerd bent in echt werk in Afrika, dan is het Ministerie van Defensie en Redut jouw keuze!".

## Andrej Trosjev
Eind september 2023 bleken eenheden van de Wagnergroep opnieuw actief in Oekraïne, onder andere bij Bachmoet. De nieuwe leider heette Andrej Trosjev, een oud-officier en oorlogsveteraan van het Russische leger. Hij en zijn huurlingen zouden nu onder direct gezag en controle staan van het ministerie van defensie.

## Terreurlijst
Het Europees Parlement heeft op 22 november 2022 opgeroepen om de Wagnergroep op de Europese terreurlijst te plaatsen. Als reactie stuurde Prigozjin het Europees Parlement een met kunstbloed besmeerde moker in een vioolkist.
In februari 2023 heeft het Oekraïense parlement een motie aangenomen die de Wagnergroep aanwijst als terroristische organisatie. Andere Europese landen hebben dat ook gedaan, waaronder Frankrijk in mei 2023. Volgens berichten in de media zouden ook de VS en het Verenigd Koninkrijk (VK) plannen hebben de groep als terroristische organisatie te beschouwen. Begin 2023 heeft het Office of Foreign Assets Control (OFAC) de Wagnergroep opgenomen in de lijst van transnationale criminele organisaties.